# اتوبوس سفید (فیلم)
اتوبوس سفید (به انگلیسی: The White Bus) فیلمی کوتاه محصول سال ۱۹۶۷ و به کارگردانی لیندسی اندرسن است. در این فیلم بازیگرانی همچون پاتریسیا هیلی، آرتور لووی، جان شارپ، استیون مور، جان ساویدنت، آنتونی هاپکینز و بری اونز ایفای نقش کرده‌اند.